# Vlag van Cape Bretoneiland

De Eagle-vlag van Cape Bretoneiland (1994)

De meest herkenbare en gebruikte vlag van Cape Bretoneiland

De officiële vlag van Cape Bretoneiland bestaat uit een wit veld met vier smalle horizontale strepen aan de onderkant, blauw over groen over geel over grijs met een smalle zwarte lijnen. In de richting van de vlucht rijst de groene balk op tot een silhouet van een heuvel of eiland. In de mastrichting is een groene, gestileerde adelaar in vlucht. Hoewel de Eagle-vlag niet op grote schaal werd gebruikt, werd hij in 1994 officieel erkend en goedgekeurd door de regering van Nova Scotia.
De meest herkenbare en gebruikte vlag bestaat uit een veld in bosgroen en wit, met een groen andreaskruis en gele cirkel met de tekst "Cape Breton Island" aan de bovenkant en "Canada" aan de onderkant, met een groene gestileerde kaart van Cape Bretoneiland in het midden. Het groen komt uit het tartan van het eiland. Hoewel het de meest gebruikte vlag is, is het niet de officiële vlag en wordt deze betwist door aanhangers van de officieel erkende vlag uit 1993, ontworpen door Kelly Gooding.
|  |  |